# Otonyctomys hatti
Otonyctomys hatti је врста глодара из породице хрчкова (лат. Cricetidae). 

## Распрострањење
Врста има станиште у Белизеу, Гватемали и Мексику.

## Станиште
Врста Otonyctomys hatti има станиште на копну.

## Угроженост
Ова врста није угрожена, и наведена је као последња брига јер има широко распрострањење.

### Популациони тренд
Популациони тренд је за ову врсту непознат.